# Іркутська духовна семінарія
Іркутська духовна семінарія — середній навчальний заклад Іркутської єпархії Відомства православного сповідання Російської імперії для підготовки церковно- і священнослужителів. Перший навчальний заклад у Східному Сибіру.

## Історія
У 1779 указом Святійшого Синоду та імператриці Катерини II було ухвалене рішення про відкриття семінарії в Іркутську.
5 квітня 1780 семінарію відкрив єпископ Іркутський Михаїл Миткевич. Семінарія готувала священників і місіонерів для Східного Сибіру. Серед предметів у семінарії вивчали східні мови — китайську, маньчжурську, монгольську, а також мови й діалекти сибірських і північних народностей.
Випускники семінарії допомагали тубільцям створювати свої абетки. Укладали розмовники. Проводили широку видавничу діяльність, нерідко друкуючи книги мовами і діалектами сибірських народів.
У 1790 для семінарії збудували спеціальне приміщення неподалік архієрейського будинку на березі Ангари. В цьому ж будинку розмістилося і повітове духовне училище. Ректорами духовної семінарії переважно були настоятелі Іркутського Вознесенського монастиря.
У 1846 для семінарії збудували нову двоповерхову будівлю на Успенській площі. З 1866 при семінарії почала діяти недільна школа.
У 1912 при Іркутській духовній семінарії відкрилося церковно-історичне товариство, метою якого було здійснювати пошуки, обстеження і зберігання пам'яток церковної старовини та історії в Іркутській губернії.
У 1916 вирішувалося питання про заснування в Іркутську вищого духовного навчального закладу, Іркутської духовної академії.
Семінарія була закрита в 1919.

## Ректори
- Аполлос (Алексеєвський) (1811—1813)
- Антоній (Добротін) (22 серпня 1819—1822)
- Микола (Соколов) (квітень 1822—1826)
- Никодим (Лебедєв) (29 квітня 1833—1840)
- Варлаам (Денисов) (30 вересня 1840 — 15 жовтня 1843)
- Петро (Єкатериновський) (16 жовтня 1855—1857)
- Сергій (Мармарисов) (1866)
- Іаков (Домський) (3 вересня 1866 — 23 травня 1867; 12 березня 1868 — 1 вересня 1868)
- Модест (Стрельбицький) (11 грудня 1868—1877)
- Григорій (Полєтаєв) (27 квітня 1877—1888)
- Агафангел (Преображенський) (28 лютого 1888—1889)
- Никодим (Преображенський) (14 серпня 1889—1893)
- Євсевій (Нікольський) (18 жовтня 1893—1897)
- Діонісій (Сосновський) (1896—1898)
- Аліпій (Попов) (1898—1901)
- Нікон (Бессонов) (1901—1906)
- Євгеній (Зернов) (1906—1913)
- Зосіма (Сидоровський) (1913—1914)
- Софроній (Ареф'єв) (12 серпня 1914—1916)

## Відомі випускники
- Інокентій Веніамінов — святитель, митрополит Московський і Коломенський
- Герасим Добросєрдов — святитель, єпископ Астраханський і Єнотаєвський
- Єфрем Кузнецов — священномученик, єпископ Селенгінський[2]
- Парфеній Брянських — священномученик, єпископ Ананьївський[3]
- Софроній Старков, єпископ Арзамаський
- Опанас Щапов — історик-демократ[4]
- Михайло Загоскін — письменник [5]
- Олексій Бобровніков — православний місіонер-монголознавець[6]
- Венедикт Дубов — основоположник вищої професійної освіти в Хакасії[7]